# 花パン

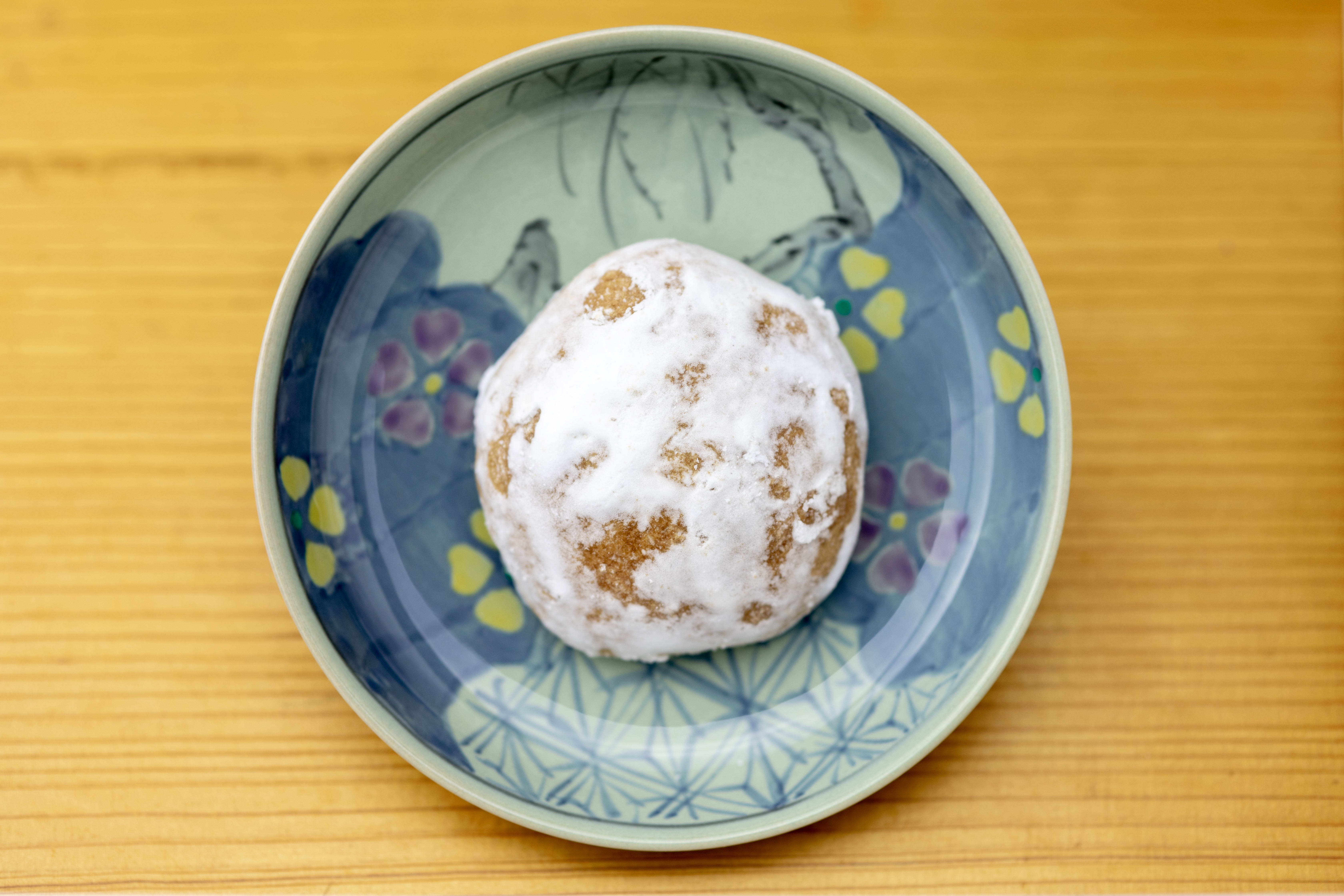
小松屋の花ぱん

花パン（はなぱん）は、群馬県桐生市周辺で親しまれている焼き菓子である。花ぱんとも表記される。
柚を用いたゆずぱん、黒糖を用いた黒花ぱんなどの派生品も見られる。

## 概要
卵と小麦粉を練って焼き、表面に蜜や砂糖をかけたものである。形は桐生天満宮の梅紋を模したもので、ボーロやビスケットに似ているがビスケットのようにサクッとせずパンのようにフワッともしない不思議な食感がする。
主に桐生市本町の小松屋や辰見屋、泉町の日盛堂、琴平町の三愛製菓、境野町の美世志、みどり市大間々町桐原のこまつ屋などで製造されている。菓子店や土産物店だけでなく、スーパーマーケットでも売られている。